# Alexandru Froda

Alexandru Froda

Alexandru Froda (n. 16 iulie 1894 la București – d. 7 octombrie 1973 la București) a fost un matematician român care a adus contribuții importante în analiză matematică, algebră, teoria numerelor, mecanică rațională.
În 1929 a formulat și demonstrat ceea ce ulterior avea să fie denumită teorema lui Froda.

## Biografie
A parcurs studiile elementare, secundare și superioare la București.
A absolvit Școala de Poduri și Șosele, devenind inginer constructor.
În 1927 obține licența în matematică.
Intră ca profesor de mecanică rațională la Școala Specială de Ofițeri de Aviație din București.
În 1929 devine inginer șef în Corpul Tehnic.
În același an obține doctoratul în matematică la Sorbona.
În 1932 intră ca statistician expert la o societate de asigurare, ca în 1938 să devină subdirector al acestei societăți.
În perioada 1931 - 1940 este profesor de economie la Școala de Statistică.
Fiind evreu, în perioada 1940 - 1944, este eliminat din învățământ din motive politico-rasiale.
Este numit conferențiar al Universității din București.
În cadrul Facultății de Matematică, a predat: matematici generale, algebră superioară, mecanică rațională, cursuri speciale teoria mulțimilor și teoria funcțiilor.
În 1954 obține titlul de doctor docent.
Este colaborator științific al Institutului de Matematică al Academiei, iar din 1956 este șef de sector al acestui Institut.
Începând cu 1956 deține și funcția de președinte al Societății Române de Matematică.

## Activitate științifică
Și-a desfășurat activitatea în domeniul funcțiilor reale, teoria mulțimilor, algebră superioară, teoria numerelor, fundamentele mecanicii și statistica matematică.
Ideile sale au contribuit la evoluția analizei matematice la începutul secolului al XX-lea, perioadă dominată de matematicieni ca René-Louis Baire, Émile Borel, Henri Lebesgue.
În domeniul teoriei numerelor s-a ocupat de criteriile parametrice de iraționalitate și a dat o extindere criteriului lui Viggo Brun.
De asemenea, a studiat iraționalitatea constantei lui Euler.
Froda a fost colaborator al Gazetei Matematice.
În domeniul teoriei mulțimilor a obținut rezultate remarcabile referitoare la mulțimile de distanță și la axioma alegerii.
În domeniul algebrei, a stabilit existența intervalului de contracție în cazul general al polinoamelor de gradul n, iar în cadrul algebrei liniare s-a ocupat de teoria spațiilor vectoriale.
În domeniul funcțiilor reale s-a ocupat de proprietățile topologice ale funcțiilor de variabilă reală.
A studiat topologia spațiilor p-metrice.
În domeniul statisticii matematice, a tratat problema calculării ritmului mediu de dezvoltare a fenomenelor și proceselor social-economice.
În domeniul mecanicii a realizat cercetări importante.
Astfel preconiza o mecanică în care mișcarea este descrisă prin funcții continue generale, deci nu neapărat derivabile.
Froda a fost influențat de lucrările lui Dimitrie Pompeiu, care la rându-i purta amprenta școlii franceze de matematică.
În timpul activității sale a ținut conferințe despre aeronautică (1919, 1921), despre aspectul matematica al statisticii sovietice, despre operele și viața marilor matematicieni români și străini ca Traian Lalescu (1949), Dimitrie Pompeiu, Nikolai Lobacevski, Georg Cantor și alții.
Solomon Marcus l-a considerat un gânditor al fundamentelor.

## Distincții
- Ordinul Muncii clasa a III-a (13 octombrie 1964) „cu prilejul aniversarii a 100 de ani de la înființarea Universității din București, pentru activitate îndelungată, contribuție în dezvoltarea științei și merite deosebite în dezvoltarea învățămîntului superior”[3]

## Scrieri
- Sur la distribution des propriétés des voisinages des fonctions de variables réelles, teza sa de doctorat;
- 1952: Asupra fundamentelor mecanicii mișcărilor realizabile ale punctului material
- 1958: Algebră superioară (Editura Academiei);
- 1966: Concepte fundamentale ale algebrei superioare;
- 1968: Introducere în algebra modernă
- 1971: Eroare și paradox în matematică (Editura Didactică Și Pedagogică).

A mai publicat memorii, monografii, articole diverse, lucrări didactice etc.